# Giuditta Grisi
Giuditta Grisi, italijanska operna pevka mezzosopranistka, * 28. julij 1805, Milano, Italija, † 1. maj 1840, Lodi, Italija.

## Življenje
Glasbo je študirala v rodnem Milanu, debutirala je leta 1823 na Dunaju. Nastopala je v operah Gioachinna Rossinija, Giovannija Pacinija, Vincenza Bellinija ... Slednji je zanjo spisal vlogo Romea v operi Capuleti in Montegi.
Nastopala je v Italiji (bila je primadona gledališča La Fenice), Parizu in Londonu.
Tudi njena sestra, Giulia Grisi, je bila priznana operna pevka.
1. 1 2 3  Record #1019729740 // Gemeinsame Normdatei — 2012—2016.
2. 1 2  data.bnf.fr: platforma za odprte podatke — 2011.
3. ↑  Dr. Constant v. Wurzbach Grisi, Judith // Biographisches Lexikon des Kaiserthums Oesterreich: enthaltend die Lebensskizzen der denkwürdigen Personen, welche seit 1750 in den österreichischen Kronländern geboren wurden oder darin gelebt und gewirkt haben — Wien: 1856. — Vol. 5. — S. 358.
4. 1 2  Archivio Storico Ricordi — 1808.
5. ↑  Dizionario Biografico degli Italiani — 1960.
6. ↑  Enciclopedia on line